# Kamion

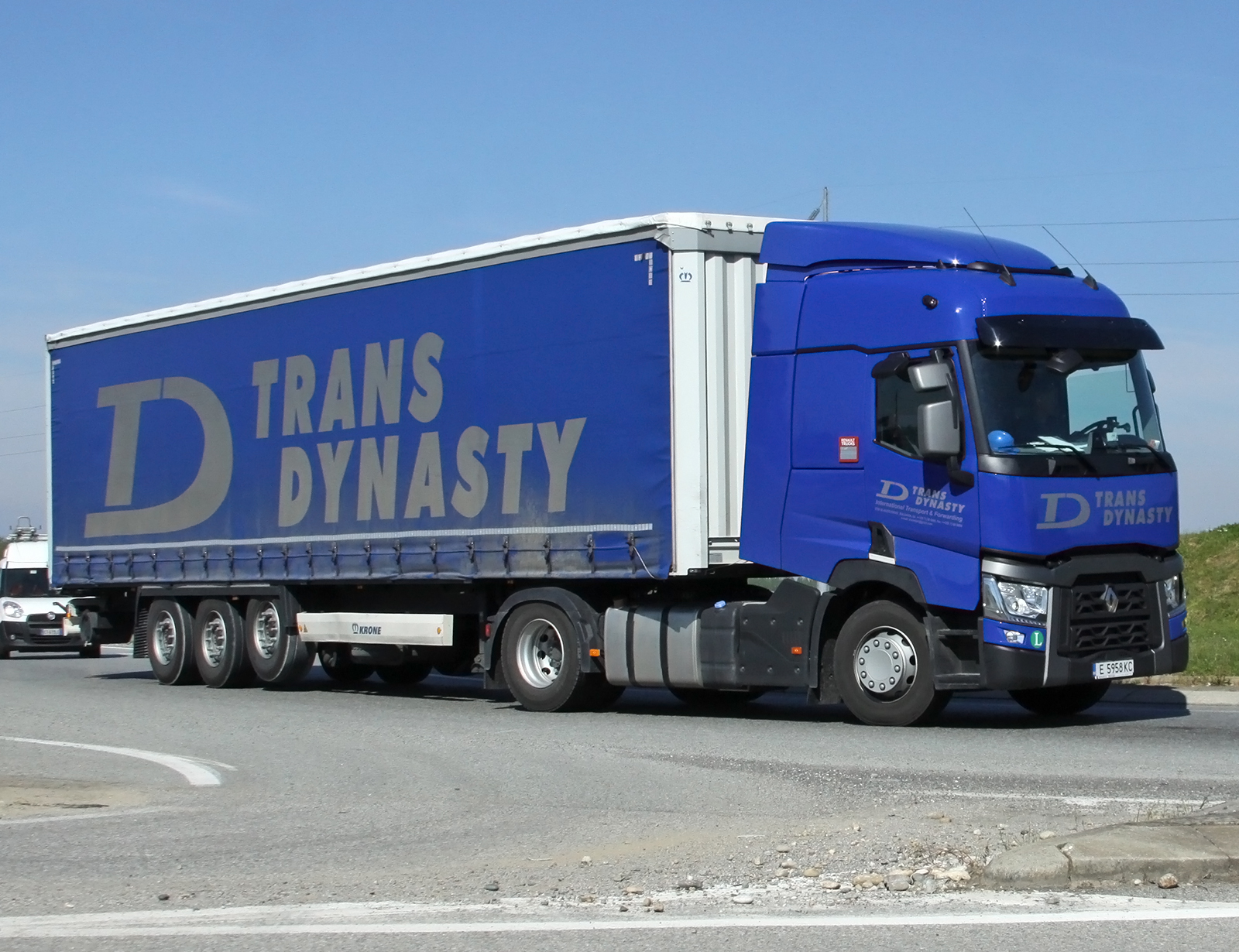
Kamion s návěsem (Renault)

Kamion nebo kamión (z francouzského camion; anglicky lorry, americkou angličtinou truck, okrajově se používá i německá zkratka LKW – LastKraftWagen) je v odborné terminologii jízdní souprava nákladního automobilu s celkovou hmotností nad 12 tun s návěsem nebo přívěsem.[zdroj?]
Základní typy souprav jsou: návěsová, s vlekem (tandemový, klasický nebo s hydraulickou rukou) a vícenávěsová (případně kombinovaná)
Pro kamiony je celosvětově nejrozšířenější typ přípojného vozidla návěs.
Návěs pro kamion leží částí své hmotnosti, na tzv. točně(pátém kole), na nápravě jiného vozidla (sedlového tahače nebo jiného tažného vozidla vybaveného točnou). K tažení návěsu je uzpůsoben sedlový tahač, což je vozidlo s točnou nad zadní nápravou (nápravami).
Přívěs tandemový má oj pevně spojenu s kostrou a všemi nápravami vleku. Přívěs klasický neboli s řízenou nápravou je nejstarším typem přípojného vozidla pro moderní kamion. Technicky je nejpodobnější vleku za traktor. Má řiditelnou oj a proto minimálně dvě nápravy z nichž alespoň jednu na kostře vleku a jednu na řiditelné oji.

## Rozměry a hmotnost
Rozměry a celková hmotnost jízdní soupravy se řídí předpisy příslušných států, kde je kamion provozován.

## Nadměrný náklad
Úřady jednotlivých zemí mohou povolit i jednorázové (případně s delší platností) výjimky pro rozměry i hmotnost, aby bylo možno přepravit po silnici náklad, který není technicky nebo technologicky možno rozdělit na menší části(například monolitické mostní pilíře, větší průmyslové reaktory, obří turbíny, části větrných elektráren, domy, traktory a kombajny, cívky atd.)

## Výbava vozidla
Je zpravidla zcela podřízena potřebám dálkové přepravy. Vozidla jsou často vybavena i více nádržemi schopnými pojmout dostatečné množství paliva na dlouhé trasy (volitelně od sta až k 1500 litrům paliva). Potřeba nízké poruchovosti a maximální životnosti vybavila kamiony vznětovými pomaluběžnými motory značného zdvihového objemu (v průměru od 11000 do 16000 cm³) s životností i několika miliónů km. Pro běh motorů o výkonu v průměru od 400 do 770 koňských sil a kroutícího momentu od 2000 do 3600 Nm se většinou používá jako palivo motorová nafta.
Kabina je vybavena pro život posádky na dlouhých cestách (jednu nebo dvě osoby) a sériově disponuje lehátky nebo prostorem na spaní, vytápěním nezávislým na chodu motoru, ledničkou a někdy i mikrovlnnou troubou. Kamiony, které jezdí do Španělska a Itálie, musí být vybaveny také nezávislou klimatizací. V opačném případě není spánek ve vozidle uznán jako denní odpočinek a tato situace je dle směrnice VO(EG) 561/2006 považována za přestupek s pokutami v řádech tisíců EUR. Vozidla většinou disponují i tzv. odlehčovací brzdou (viz motorová brzda, retardér).

## Rozdíly zemí světa v normách povolených rozměrů
Evropský typ kamionu má nejpřísněji stanovené rozměrové a hmotnostní limity: Výška 4,0 metrů (v ČR 4,08m) × šířka 2,55 (vozidla s izotermickou nástavbou 2,6) metry × délka v závislosti typu soupravy (návěsová souprava 16,5 m, přívěsová souprava 18,75 m). Podmínky se drobně liší i v rámci EU (například v Irsku je maximální výška až 4,5 m, což umožňuje efektivně používat velkoprostorové vícepodlažní návěsy. Některé země tolerují i lehce delší soupravy (např. Nizozemí, Velká Británie, Irsko, Švédsko, Norsko, Finsko atd.).[zdroj?] Česká republika je dle vzoru Německa z hlediska rozměrů silničních vozidel přísnější. Z hlediska ekologie většina evropských kamionů splňuje normu EURO 3, novější i normu EURO 4, EURO 5, EEV a nově EURO 6. Tato vozidla, splňující přísnější normu, musí být pro splnění ekologické normy vybaveny buď systémem Selektivní katalytické redukce (SCR), který pro svou činnost potřebuje jako aditivum roztok močoviny (obchodní jméno AdBlue), nebo technologií EGR.
Všechny evropské kamiony musí být vybaveny omezovačem rychlosti nastaveným na 90 km/h (55 mph) a tachografem, od roku výroby kamionu 2006 digitálním tachografem, který provádí záznam o pracovní době řidičů.
Americký typ kamionu většinou se jedná o jednonávěsovou soupravu. Tahač je však zpravidla delší než u evropského typu a většinou používá kabinu typu T (to znamená, že má tzv. čumák).
Australský (švédský) typ kamionu má prakticky neomezenou délku a pro dopravy na velké vzdálenosti se běžně používají tzv. silniční vlaky – tedy soupravy s více než jedním přípojným vozidlem (např. třínávěsová souprava).
Země s ekonomikami nezávislými na velkém objemu silniční nákladní přepravy prakticky nemají kamiony kvůli absenci jejich potřeby.

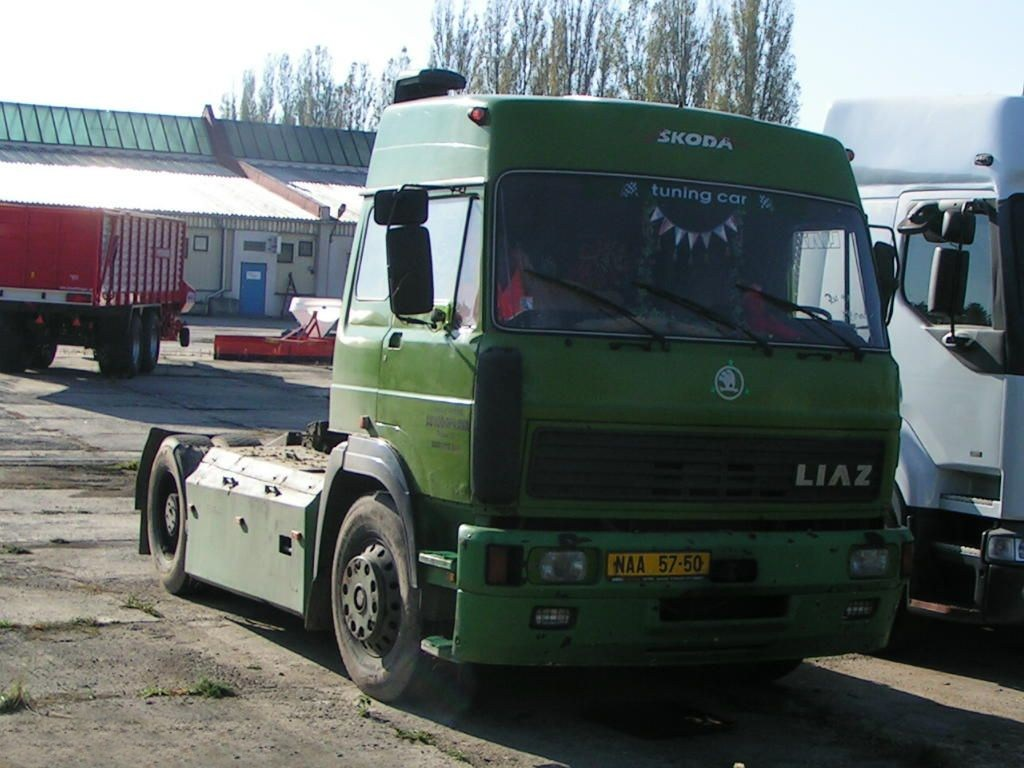
Český LIAZ 110
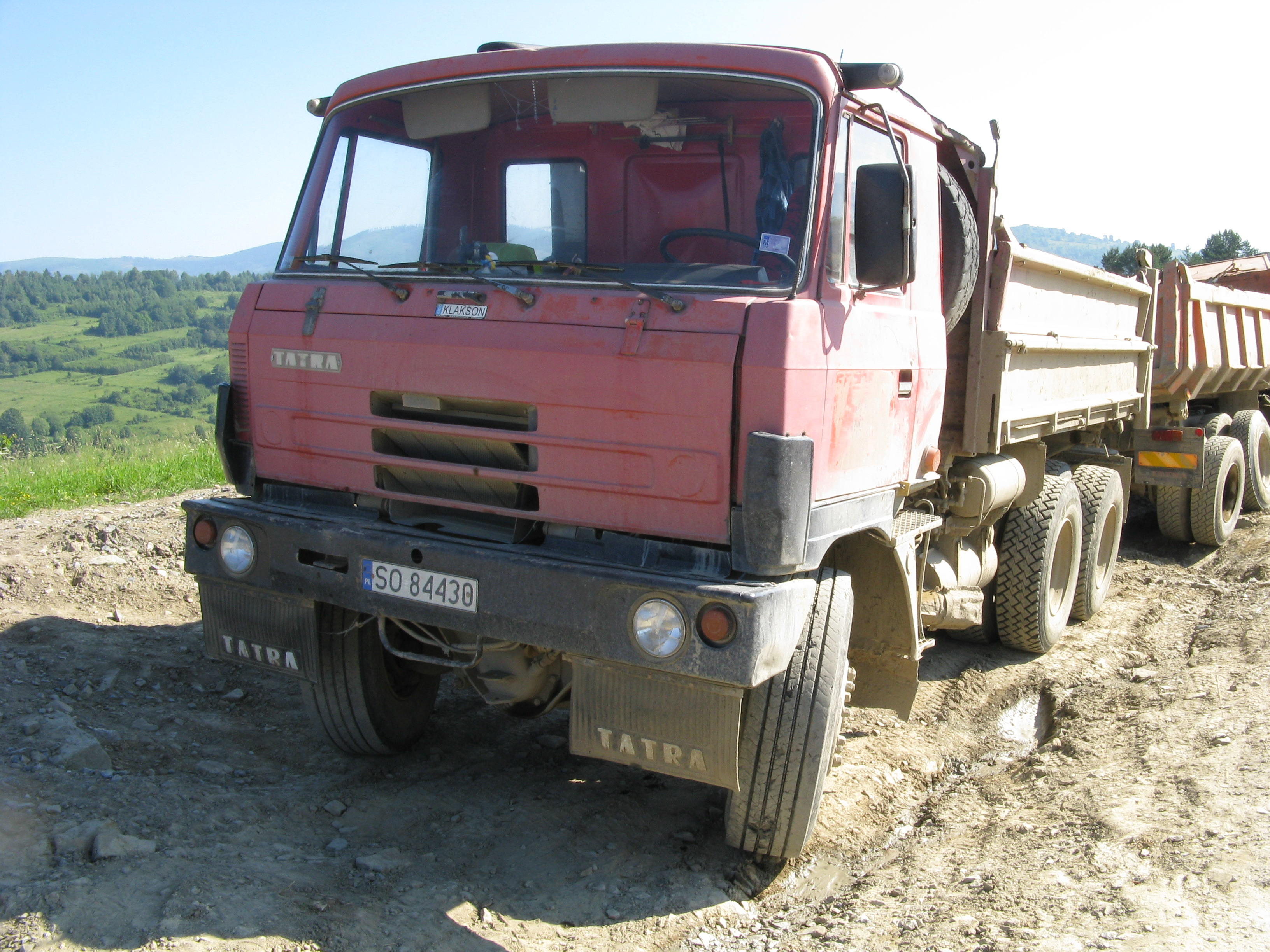
Česká Tatra 815
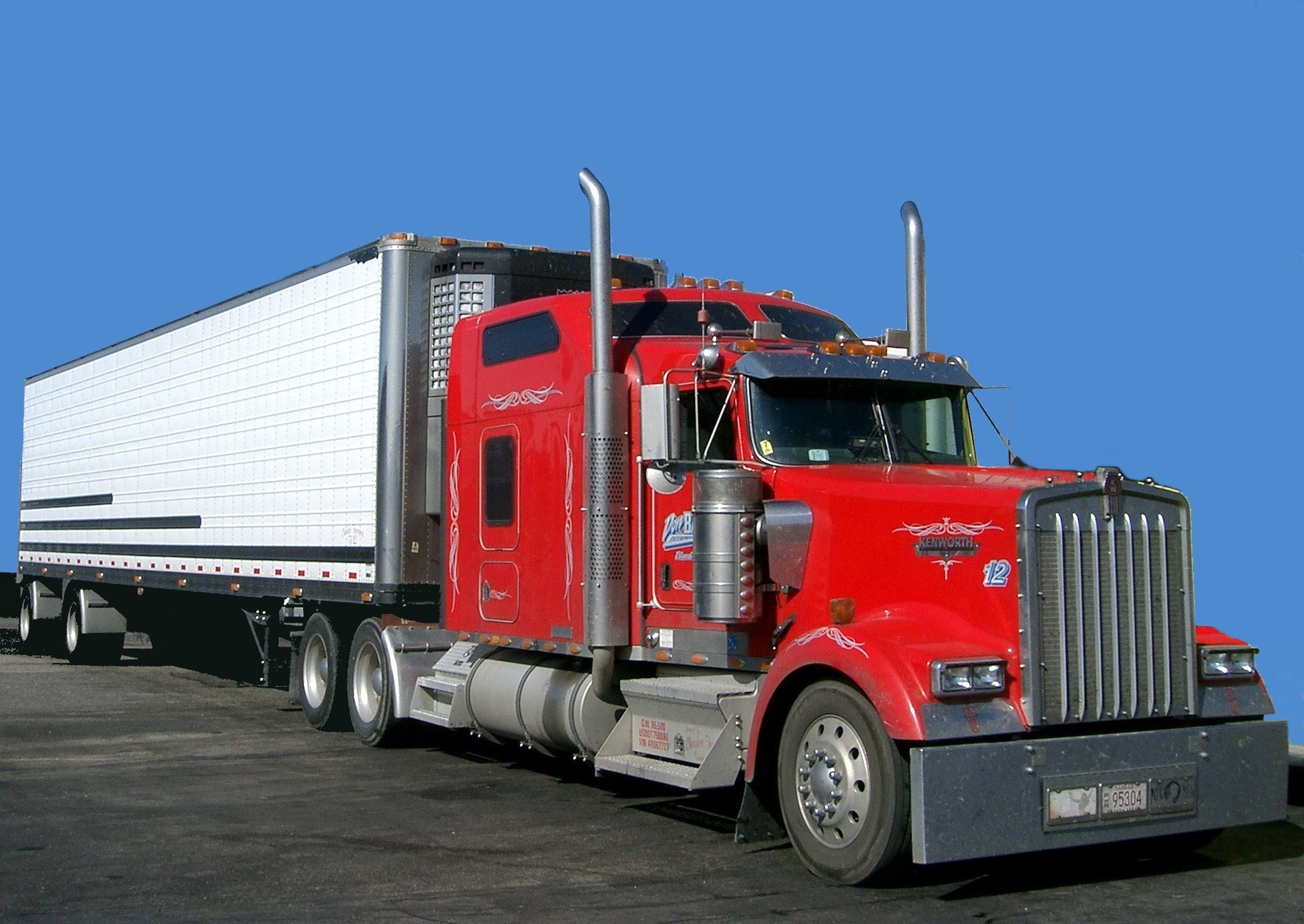
Americký tahač  (Kenworth)
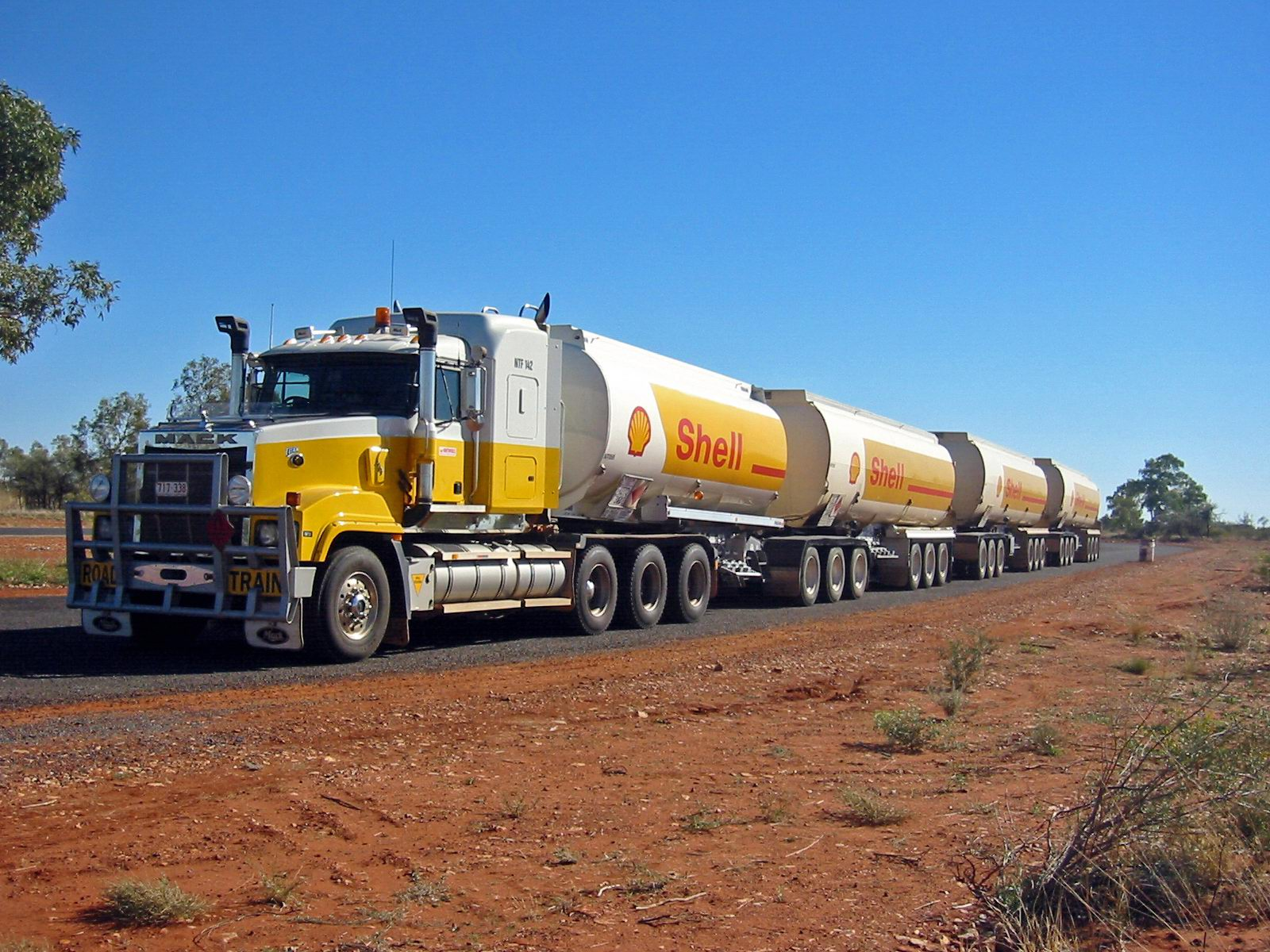
Australský silniční vlak (Mack)
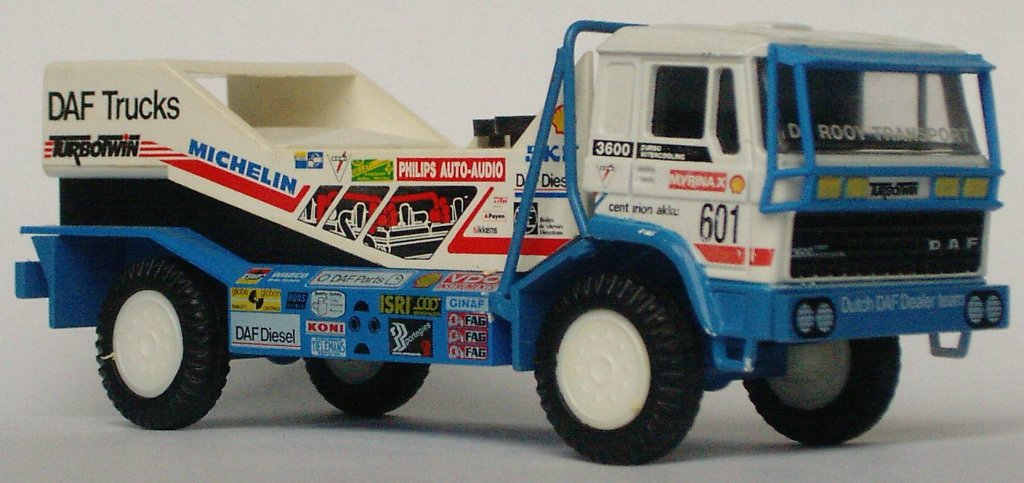
DAF turbotwin rallye
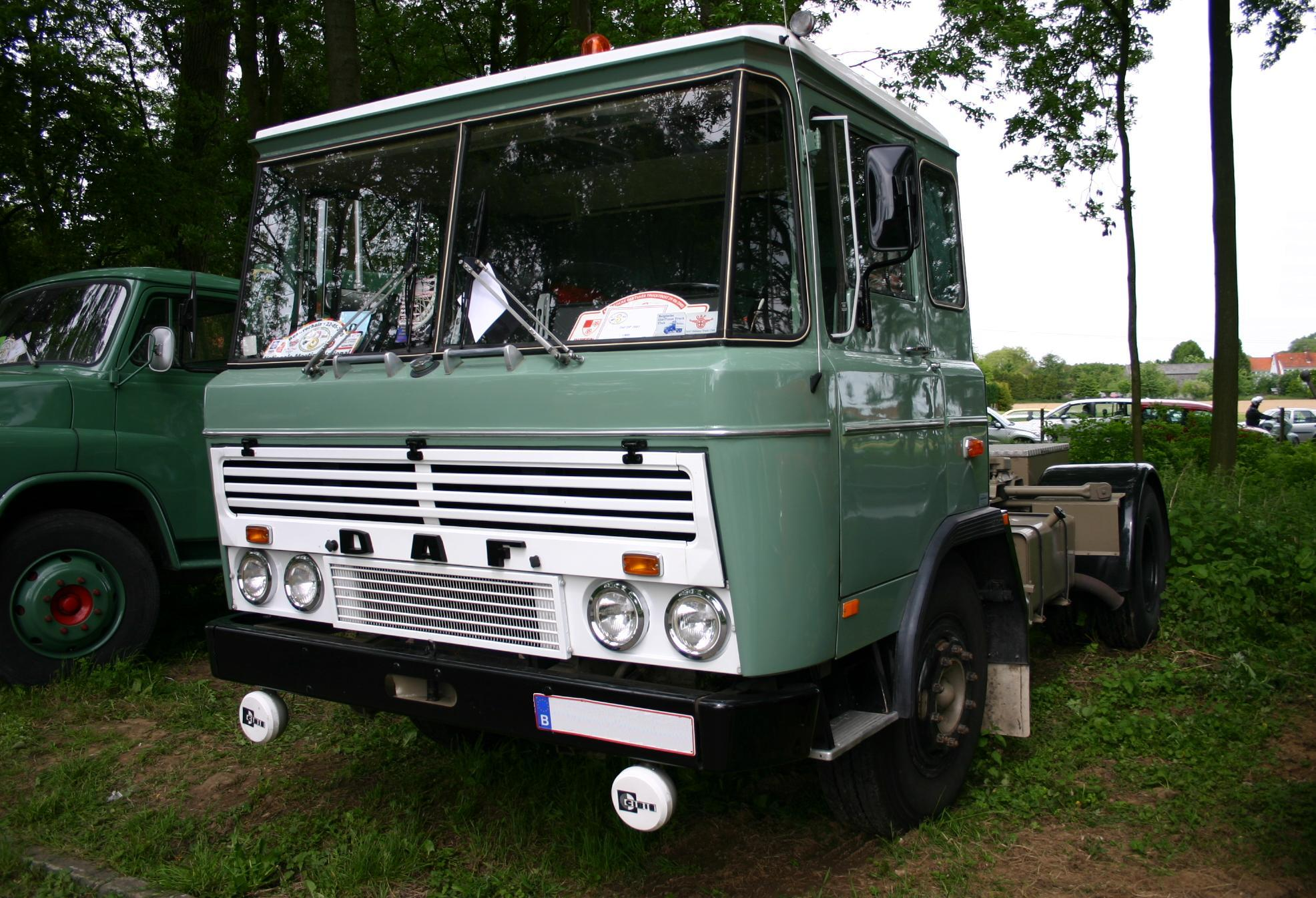
DAF 2600